# Nirmala
Pour les articles homonymes, voir Nirmala (homonymie).

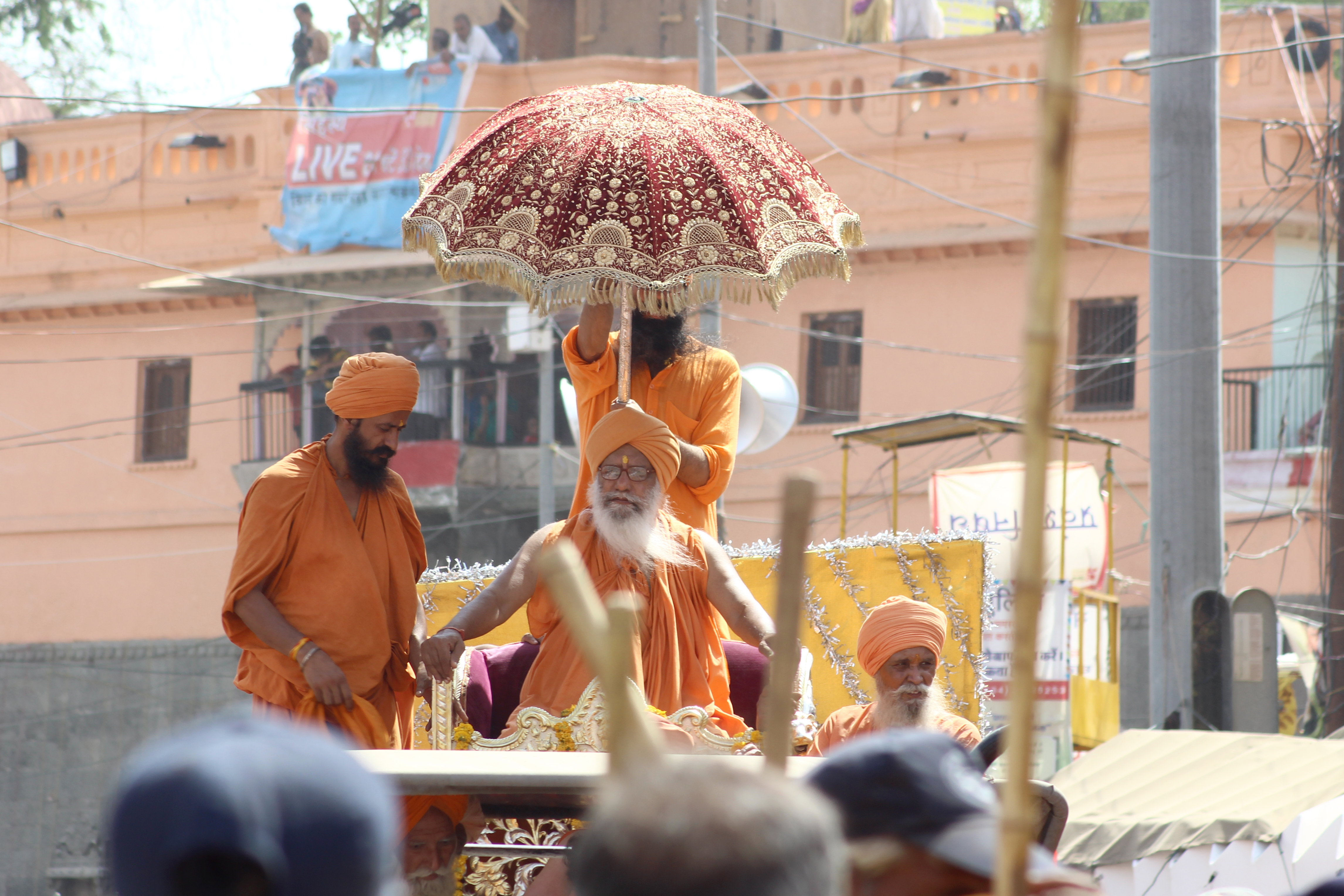
Des nirmalas durant l'Ujjain Simhastha 2016.

Nirmala est un ordre d'ascète, un courant religieux venu du sikhisme qui a vu le jour à la fin du XVIIe siècle ou au début du XVIIIe. Le mot nirmala vient du sanskrit qui signifie : sans tache, lumineux, brillant. Ses membres suivaient des études religieuses et prêchaient ; ils sont appelés sikhs nirmala ou simplement nirmalas.
Guru Gobind Singh le dernier gourou humain qui a fondé le sikhisme voulait que les textes sanskrits et notamment ceux relevant de la religion hindoue soient traduits en pendjabi. Il désirait aussi qu'ils soient appris par les siens. Guru Gobind Singh nomma cinq sages pour aller étudier le sanskrit, notamment à Varanasi ; leurs noms étaient Karam Singh, Vir Singh, Ganda Singh, Saina Singh et Ram Singh. Leur piété était devenue telle qu'ils ont été surnommés nirmalas.
Ils ont fondé deux monastères principaux à Patiala et Haridwar, plus d'autres points d'attache à Allahabad et Gaya, par exemple. Depuis le XVIIIe siècle, leurs contributions à la littérature théologique pendjabie ont été considérables. Au cours des siècles, les nirmalas sont devenus une obédience un peu différente du sikhisme traditionnel. Ils croient au dixième gourou et au Guru Granth Sahib. Ils restent célibataires et leur tenue est la même que celle des saddhus, en ocre. Ils sont très proches intellectuellement de l'école de pensée hindoue le Vedanta.